# یونین (میسیسیپی)
یونین (به انگلیسی: Union) شهرکی در ایالت میسیسیپی کشور ایالات متحده آمریکا است که جمعیت آن در سرشماری سال ۲۰۱۰ میلادی، ۱٬۹۸۸
نفر بوده‌است.